# Vosnon
Vosnon település Franciaországban, Aube megyében. Lakosainak száma 237 fő (2022. január 1.). Vosnon Coursan-en-Othe, Eaux-Puiseaux, Ervy-le-Châtel, Maraye-en-Othe, Nogent-en-Othe, Villeneuve-au-Chemin és Sormery községekkel határos.

## Népesség
A település népessége az elmúlt években az alábbi módon változott:
| Lakosok száma | 180  | 114  | 164  | 191  | 215  | 228  | 233  | 232  | 231  | 237  |
|               | 1968 | 1982 | 1999 | 2006 | 2011 | 2015 | 2017 | 2018 | 2020 | 2022 |